# Charles Chadwick (Leichtathlet)

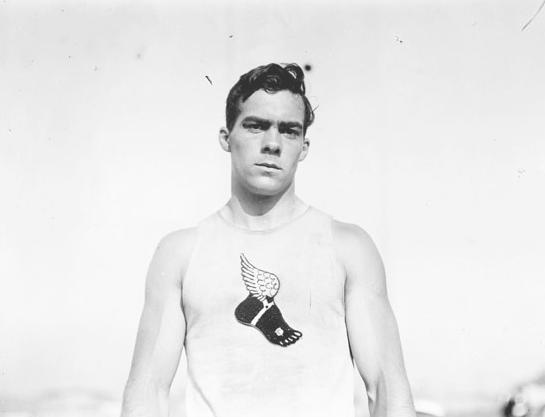
Charles Chadwick bei den Olympischen Spielen 1904

Charles Chadwick (* 19. November 1874 in Brooklyn; † 28. September 1953 in Boston) war ein US-amerikanischer Leichtathlet.
Bei den Olympischen Spielen 1904 in St. Louis wurde er Vierter im Hammerwurf und jeweils Fünfter im Kugelstoßen und im Gewichtweitwurf.
Beim Tauziehen der Spiele in St. Louis belegte er mit dem New York Athletic Club den vierten Platz.
Charles Chadwick wurde später Sportjournalist und war Präsident des New York Athletic Club.